# Cracklin' Rosie
"Cracklin' Rosie" is een nummer van de Amerikaanse singer-songwriter Neil Diamond. Het nummer verscheen op zijn album Tap Root Manuscript uit 1970. In augustus van dat jaar werd het nummer uitgebracht als de eerste single van het album.

## Achtergrond
"Cracklin' Rosie" is geschreven door Diamond en geproduceerd door Tom Catalano. Het nummer gaat over een man die verliefd is op een prostituee genaamd Rosie. Het is niet duidelijk waar het nummer op gebaseerd is: zo zouden de wijn "Crackling Rosé" of een verhaal uit de First Nations genoemd worden als inspiraties voor Diamond. Het werd in 1970 opgenomen. De instrumentatie op de single werd ingespeeld door diverse leden van The Wrecking Crew: drummer Hal Blaine, toetsenist Larry Knechtel, basgitarist Joe Osborn, gitarist Al Casey en percussionist Gene Estes werkten mee aan de opname. Hun spel werd gearrangeerd door Don Randi.
"Cracklin' Rosie" werd de eerste nummer 1-hit van Diamond in de Amerikaanse Billboard Hot 100 en was zijn derde single die meer dan een miljoen keer verkocht werd. Ook in Canada, Nieuw-Zeeland, Noorwegen en Zuid-Afrika bereikte het de hoogste positie in de hitlijsten. In de Britse UK Singles Chart piekte de single op de derde plaats. Daarnaast bereikte het in Australië, Duitsland, Ierland, Oostenrijk en een voorloper van de Waalse Ultratop 50 de top 10. In Nederland bereikte de single de zesde plaats in zowel de Top 40 als de Hilversum 3 Top 30, terwijl in Vlaanderen de tweede plaats in een voorloper van de Ultratop 50 werd gehaald. Opvallend genoeg werd de single in mono uitgebracht, terwijl het op het album in stereo was opgenomen.

## Hitnoteringen

### Nederlandse Top 40
| Hitnotering: 24-10-1970 t/m 26-12-1970 | Hitnotering: 24-10-1970 t/m 26-12-1970 | Hitnotering: 24-10-1970 t/m 26-12-1970 | Hitnotering: 24-10-1970 t/m 26-12-1970 | Hitnotering: 24-10-1970 t/m 26-12-1970 | Hitnotering: 24-10-1970 t/m 26-12-1970 | Hitnotering: 24-10-1970 t/m 26-12-1970 | Hitnotering: 24-10-1970 t/m 26-12-1970 | Hitnotering: 24-10-1970 t/m 26-12-1970 | Hitnotering: 24-10-1970 t/m 26-12-1970 | Hitnotering: 24-10-1970 t/m 26-12-1970 | Hitnotering: 24-10-1970 t/m 26-12-1970 |
| Week                                   | 1                                      | 2                                      | 3                                      | 4                                      | 5                                      | 6                                      | 7                                      | 8                                      | 9                                      | 10                                     |                                        |
| -------------------------------------- | -------------------------------------- | -------------------------------------- | -------------------------------------- | -------------------------------------- | -------------------------------------- | -------------------------------------- | -------------------------------------- | -------------------------------------- | -------------------------------------- | -------------------------------------- | -------------------------------------- |
| Nummer                                 | 31                                     | 19                                     | 10                                     | 6                                      | 7                                      | 9                                      | 14                                     | 23                                     | 30                                     | 30                                     | uit                                    |

### Hilversum 3 Top 30
| Hitnotering: 24-10-1970 t/m 19-12-1970 | Hitnotering: 24-10-1970 t/m 19-12-1970 | Hitnotering: 24-10-1970 t/m 19-12-1970 | Hitnotering: 24-10-1970 t/m 19-12-1970 | Hitnotering: 24-10-1970 t/m 19-12-1970 | Hitnotering: 24-10-1970 t/m 19-12-1970 | Hitnotering: 24-10-1970 t/m 19-12-1970 | Hitnotering: 24-10-1970 t/m 19-12-1970 | Hitnotering: 24-10-1970 t/m 19-12-1970 | Hitnotering: 24-10-1970 t/m 19-12-1970 | Hitnotering: 24-10-1970 t/m 19-12-1970 |
| Week                                   | 1                                      | 2                                      | 3                                      | 4                                      | 5                                      | 6                                      | 7                                      | 8                                      | 9                                      |                                        |
| -------------------------------------- | -------------------------------------- | -------------------------------------- | -------------------------------------- | -------------------------------------- | -------------------------------------- | -------------------------------------- | -------------------------------------- | -------------------------------------- | -------------------------------------- | -------------------------------------- |
| Nummer                                 | 30                                     | 20                                     | 12                                     | 6                                      | 9                                      | 9                                      | 11                                     | 18                                     | 22                                     | uit                                    |

### NPO Radio 2 Top 2000
| Nummer met noteringen in de NPO Radio 2 Top 2000 | '99 | '00  | '01 | '02  | '03  | '04  | '05  | '06  | '07  | '08  | '09  | '10  |
| ------------------------------------------------ | --- | ---- | --- | ---- | ---- | ---- | ---- | ---- | ---- | ---- | ---- | ---- |
| Cracklin' Rosie                                  | 849 | 1022 | 819 | 1723 | 1360 | 1587 | 1733 | 1793 | 1893 | 1648 | 1867 | 1744 |

1. ↑  Een vetgedrukt getal geeft de hoogste notering aan.
2. ↑  Deze tabel is bijgewerkt tot en met de laatste editie (2024).